# Tanino Liberatore

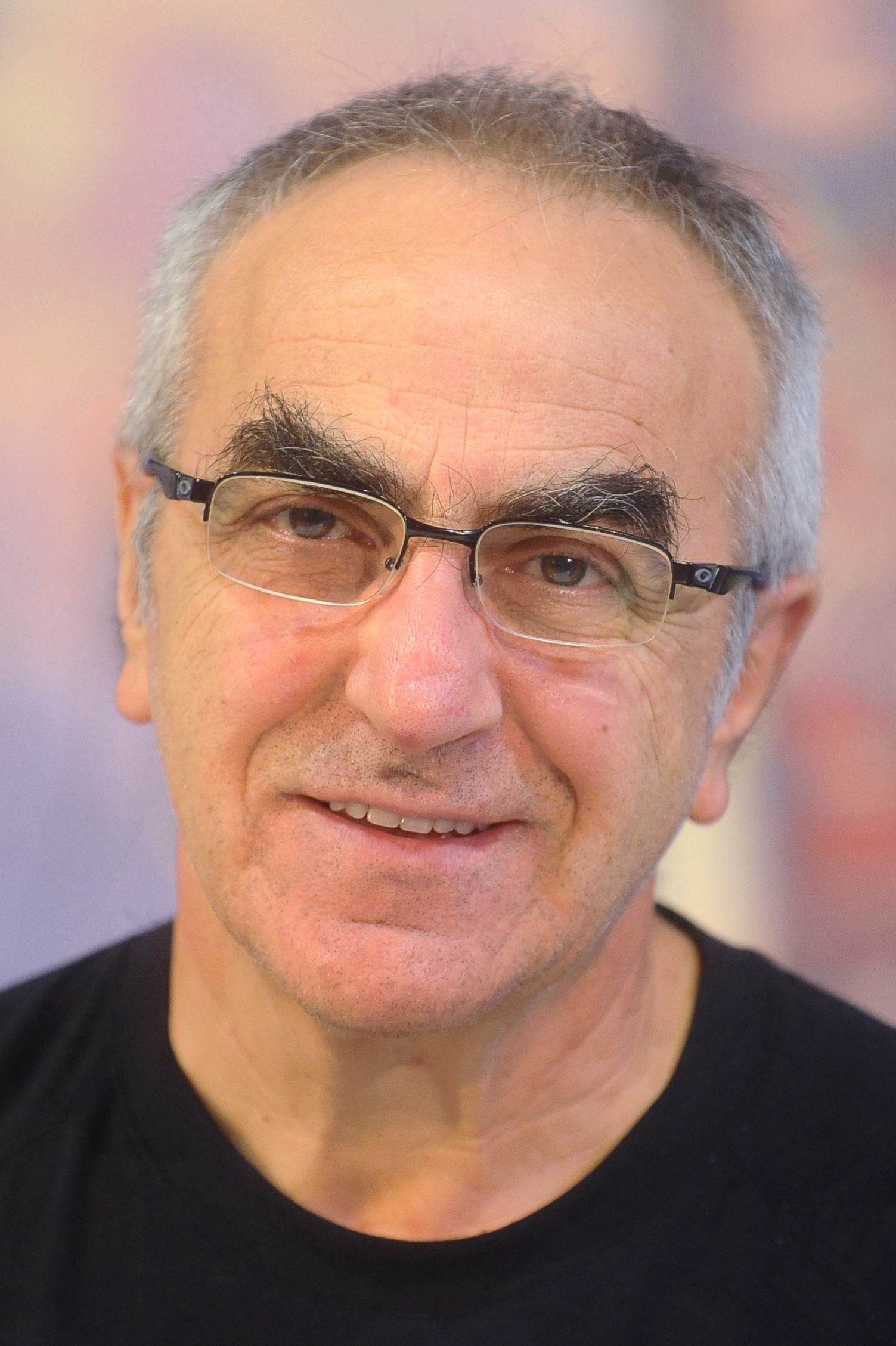
Tanino Liberatore (2015)

Tanino Liberatore (* 12. April 1953 in Quadri, Provinz Chieti) ist ein italienischer Grafiker und Comiczeichner. Bekannt wurde er durch die Figur des Androiden RanXerox.

## Leben
Liberatore besuchte das Liceo Artistico in Pescara, bevor er in Rom ein Architekturstudium begann. 1978 begann er, für die Zeitschrift Cannibale zu zeichnen. Bei Cannibale lernte Liberatore Stefano Tamburini kennen, dessen Figur Ran Xerox er weiterentwickelte. Bis zum plötzlichen Tod von Tamburini im Jahr 1986 wurden 3 Bände mit RanXerox herausgegeben.

## Filmisches Schaffen
Für den Film Asterix & Obelix: Mission Kleopatra zeichnete Liberatore zusammen mit Philippe Guillotel und Florence Sadaune für die Kostüme verantwortlich, wofür sie 2003 einen César erhielten.